# ベリル・ペンローズ
ベリル・ペンローズ（Beryl Penrose, 1930年12月22日 - ）は、オーストラリア・ニューサウスウェールズ州シドニー市出身の女子テニス選手。1955年の全豪選手権女子シングルス優勝者である。シングルス自己最高ランキングは8位（1955年）。右利きの選手で、すらりとした長身の体格だったという。
ベリル・ペンローズは1950年から全豪選手権に出場し始め、1953年から1956年まで4年連続で女子ダブルス決勝に進出した。1954年、ペンローズは女子ダブルスと混合ダブルスの2部門で決勝進出を果たす。前年からペアを組んでいたメアリー・ベヴィス・ホートンとの女子ダブルスで初優勝したが、ジョン・ブロムウィッチとの混合ダブルスでは優勝を逃した。1955年、ペンローズは女子シングルスと女子ダブルスの単複2冠を獲得する。女子シングルス決勝では前年度優勝者のテルマ・コイン・ロングを 6-4, 6-3 で破って初優勝を飾り、ベビス・ホートンとの女子ダブルスで2連覇を達成した。この年が彼女の絶頂期で、全仏選手権とウィンブルドン選手権で女子シングルスのベスト8進出も果たしている。1955年、ペンローズは当時の女子テニス世界ランキングで「8位」にランクされた。
翌1956年の全豪選手権で、ペンローズはニール・フレーザーと組んだ混合ダブルスで初優勝を飾り、同選手権で3部門完全制覇を達成した。相手ペアは、前年まで女子ダブルスで組んでいたメアリー・ベヴィス・ホートンと当時20歳のロイ・エマーソンの組であった。しかし、女子シングルスでは準々決勝でダフネ・シーニーに 1-6, 2-6 で完敗し、あっけなく連覇が消えた。女子ダブルスではメアリー・カーターと組んだが、決勝でベビス・ホートンとテルマ・コイン・ロングの組に敗れて3連覇を逃した。1957年の全豪選手権準決勝でシャーリー・フライ（アメリカ）に敗れた試合を最後に、ベリル・ペンローズはテニス界から引退した。全仏選手権とウィンブルドン選手権への参加は、ともに1955年のベスト8が最後で、全米選手権には1度も出場しなかった。
ちなみに彼女の孫は男子プロテニス選手である。名前はジェームス・ダックワース。2015年のアメリカシティオープン2回戦で錦織と対戦した。

## 全豪選手権の成績
- 女子シングルス：1勝（1955年）
- 女子ダブルス：2勝（1954年・1955年）　［同部門準優勝2度：1953年・1956年］
- 混合ダブルス：1勝（1956年）　［同部門準優勝1度：1954年］